# 오윤아 (1899년)
오윤아(1899년 4월 6일? ~ 2018년 1월 20일)는 대한민국의 비공식 슈터센티네리언이다. 

## 같이 보기
- 이화례
- 박명순
- 최애기
- 김엄곡
- 김진화
- 엄옥군
- 슈퍼센티네리언
- 최장수인